# Axianassa ngochoae
Axianassa ngochoae is een tienpotigensoort uit de familie van de Axianassidae. De wetenschappelijke naam van de soort is voor het eerst geldig gepubliceerd in 2010 door Anker.